# Bezirk Las Minas
Las Minas ist ein Bezirk (distrito) der Provinz Herrera in Panama. Die Einwohnerzahl betrug laut Volkszählung 2023 6642.
Las Minas hat ein hügeliges Relief mit Bergen im Waldreservat El Montuoso, wo der Fluss La Villa, der Hauptfluss der Azuero-Halbinsel, entspringt.

## Gliederung
Der Bezirk Las Minas ist administrativ in folgende Corregimientos unterteilt:
- Las Minas
- Chepo
- Chumical
- El Toro
- Leones
- Quebrada del Rosario
- Quebrada El Ciprián